# Les Fourmigues
Pour les articles homonymes, voir Fourmigue.
Les Fourmigues sont des îles françaises du département du Var. Elles appartiennent administrativement à la commune de Hyères. 
C'est un site très fréquenté de plongée sous-marine,. 

## Géographie
Il s'agit de deux roches situées à l'ouest de la presqu'île de Giens. La Fourmigue est plus grande des deux, le Fourmigon distant d'une vingtaine de mètres à l'ouest est plus petite. Une profondeur de 16-17 mètres sépare les deux îlots.
À l'est de la Fourmigue, une sèche, souvent appelée la « roche bleue » dans les centres de plongée locaux, remonte de 34 mètres jusqu'à 9 mètres.

## Histoire
Les îlots des Fourmigues ont servi de cible d’entraînement à l'armée. Un grand nombre de munitions sont visibles sur les fonds aux abords des îlots.